# Vojtěch Cikrle
Vojtěch Cikrle (Bosonohy, 20 agosto 1946) è un vescovo cattolico ceco, dal 26 maggio 2022 vescovo emerito di Brno.

## Biografia
È nato a Bosonohy il 20 agosto 1946.
Ha studiato alla facoltà teologica "Santi Cirillo e Metodio" (1971-1976).
È stato ordinato presbitero il 27 giugno 1976.
È stato parroco a Jaroměřice nad Rokytnou, Jihlava, Znojmo, Slavkov u Brna, Velké Němčice e Starovice. È prefetto e rettore del seminario di Litoměřice.
Il 14 febbraio 1990 è stato nominato da papa Giovanni Paolo II vescovo di Brno.
Ha ricevuto l'ordinazione episcopale il 31 marzo 1990 dall'arcivescovo František Vaňák.
Il 26 maggio 2022 papa Francesco ha accolto la sua rinuncia al governo pastorale della diocesi per raggiunti limiti di età.

## Genealogia episcopale e successione apostolica
La genealogia episcopale è:
- Cardinale Scipione Rebiba
- Cardinale Giulio Antonio Santori
- Cardinale Girolamo Bernerio, O.P.
- Arcivescovo Galeazzo Sanvitale
- Cardinale Ludovico Ludovisi
- Cardinale Luigi Caetani
- Cardinale Ulderico Carpegna
- Cardinale Paluzzo Paluzzi Altieri degli Albertoni
- Papa Benedetto XIII
- Papa Benedetto XIV
- Papa Clemente XIII
- Cardinale Marcantonio Colonna
- Cardinale Giacinto Sigismondo Gerdil, B.
- Cardinale Giulio Maria della Somaglia
- Cardinale Carlo Odescalchi, S.I.
- Cardinale Costantino Patrizi Naro
- Cardinale Lucido Maria Parocchi
- Papa Pio X
- Papa Benedetto XV
- Papa Pio XII
- Arcivescovo Saverio Ritter
- Cardinale Josef Beran
- Arcivescovo Josef Karel Matocha
- Cardinale František Tomášek
- Vescovo Antonín Liška, C.SS.R.
- Arcivescovo František Vaňák
- Vescovo Vojtěch Cikrle

La successione apostolica è:
- Vescovo Petr Esterka (1999)
- Vescovo Pavel Konzbul (2016)